# Малий Куналей
Малий Куналей (рос. Малый Куналей) — село Бичурського району, Бурятії Росії. Входить до складу Сільського поселення Малокуналейське.
Населення — 1915 осіб (2015 рік).